# Economy (Wochenzeitung)
economy ist eine österreichische Wochenzeitung für Forschung, Technologie und Wirtschaft.
Seit dem 13. Jänner 2006 erscheint das Blatt zweiwöchentlich in einer Auflage von 30.000 Stück in ganz Österreich sowie in Bayern. 5.000 weitere Exemplare sollen in Englisch gedruckt und in Kroatien, der Slowakei, Slowenien, Tschechien und Ungarn aufgelegt werden.
Ab Mitte 2006 sollte economy dann wöchentlich erscheinen. Die lachsfarbene Colorierung des Papiers orientiert sich am Vorbild der Financial Times, Logo des Blattes ist eine Eule.
Der Umfang soll 32 Seiten betragen, in vier Bücher gegliedert. Im Einzelverkauf soll economy 2,30 Euro kosten.
Verleger der Zeitung ist Christian Czaak, als Chefredakteure fungieren Rita Michlits (zuvor: WirtschaftsBlatt und Computerwelt) und Thomas Jäkle (ehemaliger Wirtschaftsredakteur für den Standard und die Presse).
Nach Angaben des Verlegers ist das Projekt über drei Jahre mit 4,83 Millionen Euro durchfinanziert. Welche Investoren hinter economy stehen, ist bislang nicht bekannt.
Die Farbe wechselte inzwischen von lachs auf grauweiß. Chefredakteur ist seit März 2008 der Verleger selbst. Sein Plan, dass ab Mitte 2006 economy wöchentlich erscheinen sollte, war im Frühjahr 2008 noch nicht umgesetzt.
Neben der Zeitung wird auch ein Online-Portal betrieben.